# Angelo Masini
|  | Per a altres significats, vegeu «Angelo Masini Pieralli». |

Angelo Masini (Forlì, 28 de novembre de 1844 - 28 de setembre de 1926) fou un tenor italià anomenat el "tenor angelical".
De família modesta, de petit va mostrar vocació per la música. Va tenir la cantant Gilda Minguzzi com a professora. Debutà el 1867 a Finale Emilia, amb Norma, de Bellini. Va obtenir el primer èxit amb Aida a Florència el 1874. L'any següent va cantar el Rèquiem de Verdi a París, Londres i Viena. Aviat es convertí en un dels tenors més cèlebres d'Europa. El seu repertori incloïa òperes de Rossini, Donizetti, Auber i Meyerbeer. Va cantar set anys a Moscou i setze temporades a Sant Petersburg. Es retirà el 1905. Va morir a la seva ciutat natal el 1926.
Gràcies al seu llegat es fundà el liceu musical de Forlì.
La seva veu neta i el seu ampli repertori (es parla de fins a 107 rols), el van convertir en un dels tenors més rellevants de la seva època. Giuseppe Verdi va dir d'ell: È la voce più divina che abbia mai sentito: è proprio come un velluto ("És la veu més divina que mai he escoltat: com el vellut").

## Masini a Catalunya
Del 1880 al 1890 hi va haver una gran rivalitat entre Masini i el navarrès Julián Gayarre, que cantaven tant al Liceu com al Principal. Així hi havia la rivalitat entre els "gayarristes" i "masinistes".
El carrer Tenor Masini, a Barcelona, s'anomena així en honor seu.
Es diu que el pastís "Massini" el van crear els pastissers de Barcelona en honor seu.